# ロイ・ストルーフェ
ヨハネス・ヘルマヌス・ロイ・ストルーフェ（Johannes Hermanus Roy Stroeve 、1992年1月26日 - ）は、オランダ・エメン出身の元サッカー選手。ポジションはフォワード。現役時代はFCエメン、スパルタ・ロッテルダム、ヘラクレス・アルメロ、ADOデン・ハーグ、HHCハルデンベルフでプレーした。